# Place des Droits-de-l'Enfant
La place des Droits-de-l'Enfant  est une voie située dans le quartier du Petit-Montrouge du 14e arrondissement de Paris.

## Situation et accès
Elle est desservie par la ligne 4 du métro de Paris à la station Alésia.

## Origine du nom
Cette place commémore le 20e anniversaire de la Convention internationale des droits de l’enfant.

## Historique
La place a été inaugurée le 20 novembre 2009 en présence de la Maire de Paris, Anne Hidalgo, à l’occasion du 20e anniversaire de la Convention relative aux droits de l'enfant,.

## Bâtiments remarquables et lieux de mémoire
- Reproduction de la statue de Mon fils marin de Chana Orloff (œuvre originale de 1927, tirage de 2017).
- Inscriptions, au sol, énonçant les droits fondamentaux des enfants.